# Quercus aerea
Quercus aerea är en bokväxtart som beskrevs av William Trelease. Quercus aerea ingår i släktet ekar, och familjen bokväxter. Inga underarter finns listade.